# アモリオンの戦い
アモリオンの戦い（アモリオンのたたかい）は、838年8月に小アジアの重要なビザンツ帝国（東ローマ帝国）の都市であるアモリオンがアッバース朝軍によって攻略され、徹底的な破壊と略奪を受けた事件である。
ビザンツ帝国とアラブ人はおよそ2世紀にわたって戦いを続けていたが、ビザンツ帝国はアッバース朝がホッラム教徒の反乱への対応を強いられていた状況を利用して837年にビザンツ皇帝テオフィロスの下でアラブ側の国境地帯を襲撃した。これに対してアッバース朝のカリフのムウタスィムは当時のビザンツ帝国で最も重要な都市の一つであった小アジア西部のアモリオンを標的として838年に自ら軍隊を率い報復攻撃に乗り出した。アッバース朝軍は部隊を二手に分けて小アジアの東部と南部から侵攻し、東部から侵攻した部隊はテオフィロスが率いるビザンツ軍をアンゼンの戦いで破った。その後、二手に分かれていた部隊はアンキュラで合流し、都市を略奪した後に南方へ向かって8月1日にアモリオンに到達した。一方のテオフィロスはペルシア人部隊の反乱に直面し、さらに自分の戦死の噂によって新しい皇帝が擁立される可能性があったため、コンスタンティノープルへ帰還することを余儀なくされた。
アモリオンは強固な要塞であり、強力な守備隊を擁していたものの、反逆者が城壁の弱点となっている場所を敵側へ漏洩した。アッバース朝軍はその場所に攻撃を集中させ、城壁の一部の破壊に成功した。そして破壊された城壁の場所を受け持っていたビザンツ軍の指揮官のボイディツェスが自軍を裏切る意図を持って単独でカリフとの交渉を試み、警備体制を解いたまま自分の持ち場から立ち去った。アッバース朝軍はこの状況を利用して城内へ突入し、都市の占領に成功した。アモリオンは徹底的な破壊と略奪を受け、多くの住民が殺害された。また、生き残った者も奴隷として連行された。生存者の多くは841年に停戦協定が結ばれた後に捕虜交換によって解放されたが、高い地位にあった公職者は当時のアッバース朝の首都であったサーマッラーへ連行され、イスラームへの改宗を拒否したために数年後に処刑された。その後、これらの処刑された人々はアモリオンの42人の殉教者として知られるようになった。
この戦役はビザンツ帝国とアラブ人の長い戦いの歴史の中でも最も破壊的な出来事の一つとなり、多くの文学作品のモチーフにもなった。また、軍事力の面でビザンツ帝国が受けた影響はその被害にもかかわらず限定的だったが、一方でテオフィロスが熱心に支持していたイコノクラスム（聖像破壊運動）の神学的な教義は信用を失った。イコノクラスムの正当性は軍事的な成功に大きく依存していたため、アモリオンの陥落はテオフィロスが842年に死去した直後のイコノクラスムの放棄に決定的な影響を与えることになった。

## 背景
若き皇帝のテオフィロス（在位：829年 - 842年）がビザンツ帝国の帝位についた829年に至るまでの間、ビザンツ帝国とアラブ人はほぼ2世紀にわたって戦いを続けていた。直近のおよそ20年間はアッバース朝の内戦の影響によって双方の間で平和が保たれていたものの、テオフィロスが即位した頃にアッバース朝のカリフのマアムーン（在位：813年 - 833年）が東方で数度の大規模な襲撃を再開したことで平和が破られ、西方では827年以降イスラーム教徒によるシチリアへの侵攻が段階的に進んでいた。テオフィロスは野心的な人物であるとともに神の描写やイコンの崇拝を禁じるイコノクラスム（聖像破壊運動）の熱心な信奉者であり、帝国の主要な敵対勢力であるアッバース朝に対する軍事的な成功によって統治体制を強化し、自身の宗教政策への支持を得ようとしていた。

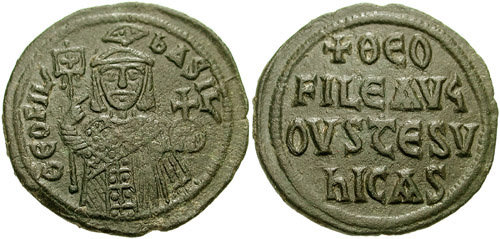
テオフィロスのアラブ人に対する勝利を記念して835年頃以降に大量に発行された新しい様式のフォリス銅貨。表側ではテオフィロスは勝利の衣装としてトウファを身に付け、裏側には伝統的な歓呼の言葉である「テオフィロス、アウグストゥス、征服者」の文字が刻まれている。

神の恩恵を授かろうとしたテオフィロスは、自分に対する聖像崇拝支持派の陰謀への対応として、833年6月に大規模な身柄の拘束と国外追放、さらには暴行と財産の没収を含む聖像崇拝者やその他の「異端者」とみなされた人々への積極的な弾圧を復活させた。ビザンツ帝国の視点では神は確かにこの決定に報いているように見えた。アッバース朝のカリフのマアムーンは、コンスタンティノープル征服への足掛かりにすることを意図したビザンツ帝国に対する新しい大規模な侵略に乗り出したものの、侵攻の初期段階で死去した。そしてマアムーンの弟で後継者となったムウタスィム（在位：833年 - 842年）は、自身の権威の確立に問題を抱えていた上にバーバク・ホッラムディーンの下で進行していたホッラム教徒の反乱に対処する必要があったため、国内の問題に集中するべく軍を引き上げた。テオフィロスはこの状況を利用して小規模ではあったものの続く数年の間に一連の勝利を収めることができた。さらに、ペルシア人貴族の家系に生まれ、ホッラム教徒を率いていた人物であるナスルが833年末にアッバース朝軍に敗れた後におよそ14,000人の兵士を引き連れてビザンツ帝国へ投降し、テオフィロスはこのホッラム教徒の一団を「ペルシア人のトゥルマ（師団）」として受け入れた。ナスルとペルシア人部隊はキリスト教へ改宗し、ナスルはテオフォボスと名乗った。
テオフィロスの成功は特に目を見張るものではなかったものの、20年にわたって続いた帝国の敗北の数々とイコンを受け入れていた皇帝たちの下での内戦の後であったために、これらの成功は自身の宗教政策の正当性を裏付けるものであると考えていた。その結果、テオフィロスは狂信的なイコノクラスムの信奉者で軍事的に成功を収めたビザンツ皇帝コンスタンティノス5世（在位：741年 - 775年）の名声と自分を公に結びつけるようになり、典型的な勝利したローマ皇帝の姿で描かれた新しい仕様の大量のフォリス銅貨を発行した。
837年にテオフィロスは苦境に立たされていたバーバクの強い要請に応え、ホッラム教徒の反乱の鎮圧にアッバース朝が集中していた状況を利用して東方の国境地帯に対する大規模な軍事行動に乗り出した。テオフィロスは非常に大規模な軍隊を組織し、ペルシア出身の歴史家のタバリーによれば、70,000人の戦闘員を含む全体で100,000人規模の軍隊がほとんど抵抗を受けることなくユーフラテス川上流域周辺のアラブ側の領域に侵入した。ビザンツ軍はソゾペトラとアルサモサタの町を占領し、農村地帯を略奪して荒廃させ、攻撃を行わないことと引き換えにいくつかの都市から賠償金を取り立て、さらに多くの小規模なアラブ軍を破った。テオフィロスが凱旋式を挙行するために帰還し、コンスタンティノープルの競馬場で「比類なき勝利者」として称賛されている間、ソゾペトラからの避難民がムウタスィムの政庁があったサーマッラーに到着し始めた。カリフの宮廷は襲撃の厚かましさと残虐行為に憤慨した。ビザンツ軍がホッラム教徒の反乱者と公然と結託して行動しただけでなく、いくつかの史料の中でムウタスィムの出生地とされているソゾペトラで行われた略奪では残虐行為も起きていた。この時すべての男性の捕虜が処刑され、残りの者も奴隷として売られた。また、何人かの捕らえられた女性がテオフィロスの軍のペルシア人部隊によって性的な暴行を受けた 。その一方でこのテオフィロスによる軍事行動は、837年の後半にアッバース朝の将軍のハイダル・ブン・カーウース・アル＝アフシーンによって山岳地帯の要塞から追い出されたバーバクとその支持者を救うには至らなかった。バーバクはアルメニアへ逃亡したものの、裏切りに遭いアッバース朝側に身柄を引き渡され、拷問の末に838年1月に死亡した。
ホッラム教徒の脅威が去ると、ムウタスィムはビザンツ帝国への報復攻撃に乗り出すべく軍隊の招集を始め、大規模なアラブ軍がタルスースに集結した。12世紀の年代記作家であるシリア人ミカエルは、30,000人の使用人と非戦闘従事者を伴った80,000人の兵士と70,000頭の荷物運搬用の動物がいたと記している。一方で10世紀の歴史家のマスウーディーは、200,000人から500,000人というはるかに大きな数字を与えている。攻撃範囲が国境地帯の要塞群を大きく超えるものではなかった以前の軍事行動とは異なり、この遠征は小アジア（アナトリア）の奥深くに侵入し、復讐の目的を果たすことを意図していた。特に大都市のアモリオン（アラビア語ではアンムーリヤ）はその意図に沿った目的地であった。アラブの年代記によれば、ムウタスィムは自分の助言者たちに対して「最も近づき難く、最も強固な」ビザンツ帝国の要塞の名前を挙げるように求めた。助言者たちはアモリオンと答え、次のように述べた。「イスラームが世に現れて以来、アモリオンにイスラーム教徒は存在していません。そこはキリスト教世界の目であり基盤となっている場所です。ビザンツの人々の間でアモリオンはコンスタンティノープルよりも名の知れた存在です」。また、ビザンツ側の史料によれば、カリフは兵士の盾と軍旗にその都市の名前を記させていた。
強力なテマ・アナトリコンの首府であるアモリオンはアナトリア高原西端の戦略的に重要な場所に位置し、アラブ人の侵入を受けるようになって以来主要な南方の交通路を統制していた。当時、アモリオンはビザンツ帝国で最大の都市の一つであり、コンスタンティノープルに次ぐ重要性を占めていた。また、テオフィロスの父親であるミカエル2世（在位：820年 - 829年）の出身地であり、恐らくテオフィロス自身もその地で生まれていた。戦略的に重要な場所であったため、アモリオンは7世紀から8世紀にかけて頻繁にアラブ人の攻撃の標的となり、ムウタスィムの前任者であるマアムーンは833年に死去した際にこの都市を攻撃する計画を持っていたといわれている。

## 初期段階の軍事行動

837年から838年にかけてのビザンツ帝国とアッバース朝の軍事行動を示した地図。初めにテオフィロスがユーフラテス川の上流域を襲撃し、その後ムウタスィムが小アジアへ報復となる軍事行動を起こして標的に定めていたアモリオンを征服した。

ムウタスィムは838年4月5日にサーマッラーを発ち、初めにタルスースに近いラモス川で野営した。そして複数方面から同時に攻撃に出ようと考えたカリフは軍隊を二手に分けた。ハイダル・ブン・カーウース・アル＝アフシーンの率いる10,000人のトルコ人の分遣隊がマラティヤのアミールのウマル・アル＝アクタとアルメニアの部隊（それぞれヴァスプラカンとタローンを統治していたアルツルニ朝とバグラトゥニ朝の統治者が直接この軍事行動に参加していた）へ合流するために北東方面へ派遣され、ハダスの峠からテマ・アルメニアコンに侵入した。一方でカリフが自ら率いる主力軍はキリキアの門（キリキアの低地の平野とアナトリア高原を結ぶタウロス山脈の峠）を経由してカッパドキアへ侵入した。主力軍の前衛はアブー・ジャアファル・アシナースが務め、イーターフ・アル＝ハザリーが右翼軍、ジャアファル・ブン・ディーナール・アル＝ハイヤートが左翼軍、ウジャイフ・ブン・アンバサが中央の軍を率いた。後に分遣隊と主力軍はアンキュラで合流し（後述）、アモリオンに向けて合同で進軍した。
ビザンツ側はすぐにカリフの意図を察知し、テオフィロスは838年6月初旬にコンスタンティノープルから軍を率いて出発した。テオフィロスの軍隊にはアナトリア人に加え、恐らくはヨーロッパ側のテマの部隊、精鋭軍であるタグマ連隊、そしてペルシア人部隊も含まれていた。ビザンツ軍はアラブ軍がキリキアの門を通過した後に北のアンキュラへ向かい、その後アモリオンに向けて南へ進軍すると予測したが、アラブ軍はカッパドキアの平原を越えて直接アモリオンへ進軍することも可能であった。テオフィロスの将軍たちはアラブ側の軍事行動の目的を無意味なものにし、自軍を分割せずに済むように都市からの退避を勧めたが、テオフィロスはテマ・アナトリコンのストラテゴス（長官）であるアエティオスとタグマの構成部隊であるエクスクビテス軍団とアリトモス軍団をアモリオンに残して守備隊を強化することにした。
テオフィロスはキリキアの門とアンキュラの間の地点を抑えるべく残りの部隊とともに進軍を続け、主要な河川が交差している場所にほど近いハリュス川の北岸で野営した。一方でアラブ軍は6月19日にアシナースがキリキアの門を通過し、カリフの率いる主力軍が二日遅れで進軍を開始した。アラブ軍の進軍はゆっくりと慎重に進められた。奇襲を避け、皇帝の居場所をつかむことに気を揉んでいたムウタスィムは、前衛のアシナースがカッパドキアの深くに入り込むことを禁じていた。アシナースは捕虜を得るために多くの偵察部隊を派遣し、捕えた捕虜からハリュス川にテオフィロスがいることを突き止めた。一方のテオフィロスは戦闘のためにハリュス川でアラブ軍の接近を待ち構えた。その後、7月の中頃にテオフィロスはおよそ30,000人からなるアフシーンの分遣隊がダジモンの平原に到着したことを知った。シリア人ミカエルによれば、テオフィロスはハリュス川の渡河地点の監視のために親族が指揮する一部の部隊を残し、自軍より小規模なアラブ軍と対決するために遠征軍の大部分を占めるおよそ40,000人の部隊を率いて速やかに出発した。テオフィロスが留まっていた場所から離れたことを知ったムウタスィムはアフシーンに警告しようとしたが、テオフィロスはそれよりも速くダジモンの平原でアフシーンの部隊と遭遇し、7月22日にアンゼンの戦いが起こった。ビザンツ軍は緒戦で成功を収めたにもかかわらず最終的に破れて散り散りとなり、テオフィロスは護衛の兵士とともに敵軍に包囲されたものの、辛うじて突破して逃亡することに成功した。

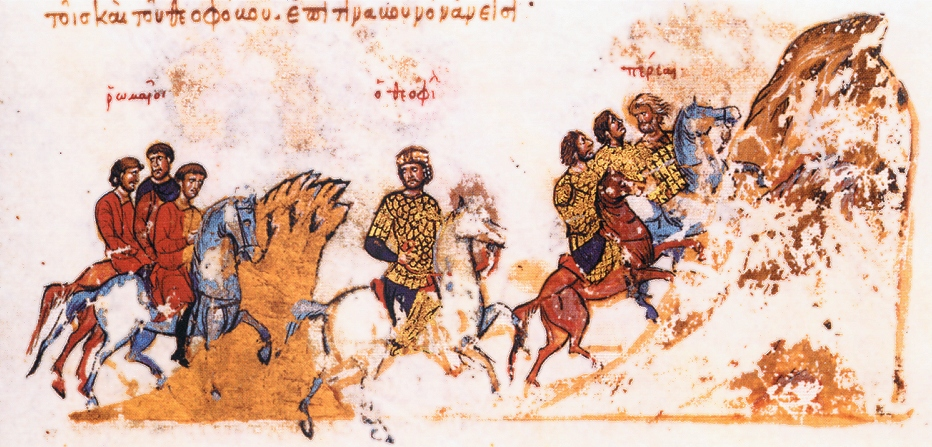
アンゼンの戦いの後に逃亡するテオフィロスを描いた『マドリード・スキュリツェス』の細密画。

テオフィロスはすぐに部隊の再編成に着手し、将軍のテオドロス・クラテロスをアンキュラへ派遣した。クラテロスはアンキュラが完全に無人と化していることを発見すると、代わりにアモリオンの守備隊を強化するように命じられた。テオフィロス自身はアンゼンで皇帝が戦死したという噂によって新しく帝位を宣言する者が現れる可能性があったため、早急にコンスタンティノープルへ帰還することを余儀なくされた。同じ頃、ペルシア人部隊は黒海沿いのシノーペーの周辺に集結すると反乱を起こし、擁立されることを渋っていた指揮官のテオフォボスを皇帝であると宣言した。帝国にとって幸いなことにテオフォボスは消極的な姿勢に終始し、テオフィロスと対決したりムウタスィムの下に加わろうとする動きは見せなかった。そして7月26日にアシナースの指揮するアラブ軍の前衛部隊がアンキュラに到着した。都市の近隣のいくつかの鉱山に避難場所を求めようとしていたアンキュラの住民は、マーリク・ブン・カイダルが率いるアラブ軍の分遣隊による短い捜索の後に発見されて捕虜となった。しかし、アンゼンから逃れてきた何人かのビザンツ軍の兵士からアフシーンが勝利したことを聞いたマーリクは全員が自由の身となることを許した。その翌日に他のアラブ軍の部隊がアンキュラに到着し、全軍が揃ったアラブ軍は無人の都市を略奪した後に南方のアモリオンへ向かった。

## アモリオンの包囲と陥落

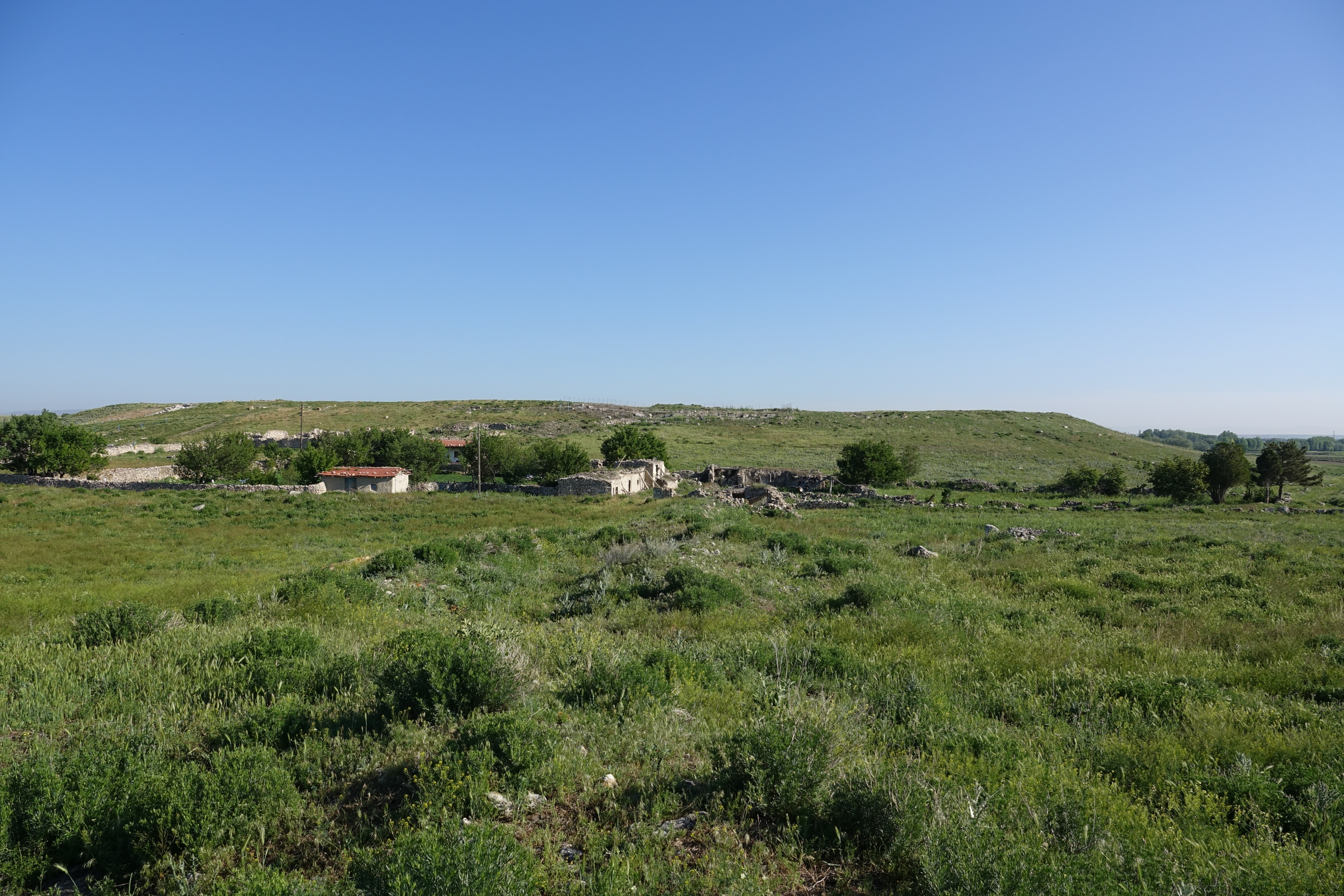
現代のアモリオンの遠景

アラブ軍は再びアシナースが前衛部隊を率い、カリフが中央の部隊、アフシーンが後衛部隊を率いる形で部隊を三分した。そして農村地帯を略奪しながら進軍を続け、8月1日にアモリオンに到着すると都市への包囲を開始した。一方でテオフィロスはアモリオンの陥落を阻止するべくコンスタンティノープルを出発してドリュライオンに向かい、そこからムウタスィムに使節を派遣した。包囲攻撃の始まる直前もしくは最初の日に到着した使節は、ソゾペトラでの残虐行為が皇帝の命令に反していたことを伝え、すべてのイスラーム教徒の捕虜を返還してソゾペトラの再建を支援し、さらには貢納を約束すると申し出た。しかし、ムウタスィムは使節との交渉を拒否しただけでなく、包囲の状況を目にすることができるように使節を自軍の野営地に拘留した。
包囲戦が行われた時期と同時代に生きたペルシア人地理学者のイブン・フルダーズベによれば、アモリオンの要塞は広い幅の堀と44の塔によって保護された厚い城壁を持つ強固な要塞であった。ムウタスィムは自軍の将軍たちを城壁が区切られている区間ごとに持ち場として割り当てた。包囲側と守備側はともに多くの攻城兵器とこれに対抗する兵器を用い、3日間にわたって互いに砲撃で応酬した。また、アラブ軍の工兵が城壁の下に坑道を掘り進めようとした。アラブ側の記録によれば、キリスト教に改宗していたあるアラブ人の捕虜が脱出してカリフの下に戻り、大雨によってひどく損傷し、守備側の指揮官の手抜きによって応急処置を施しただけの状態となっていた城壁の場所を知らせた。この情報を得たアラブ軍はその弱点となっている場所に攻撃を集中させた。守備側は木製の梁を吊り下げることで攻城兵器による攻撃の衝撃を緩和して城壁を保護ようとしたものの、それらも粉々にされ、2日後には城壁に裂け目ができた。アエティオスはすぐに防御が危機的な状況になっていることを悟り、夜間に二人の使者を出して包囲を突破させ、テオフィロスとの連携を試みようとした。しかしながら、アエティオスが皇帝に送った使者は二人ともアラブ軍に捕らえられ、カリフの前に引き出された。二人はイスラームへ改宗することに同意し、ムウタスィムは二人に多くの報酬を与えた後、アエティオスとその部隊からはっきりと見えるように城壁の周りを行進させた。守備側の出撃を防ぐためにアラブ軍は警戒を強め、夜間においても騎兵隊による定期的な巡回を継続した。

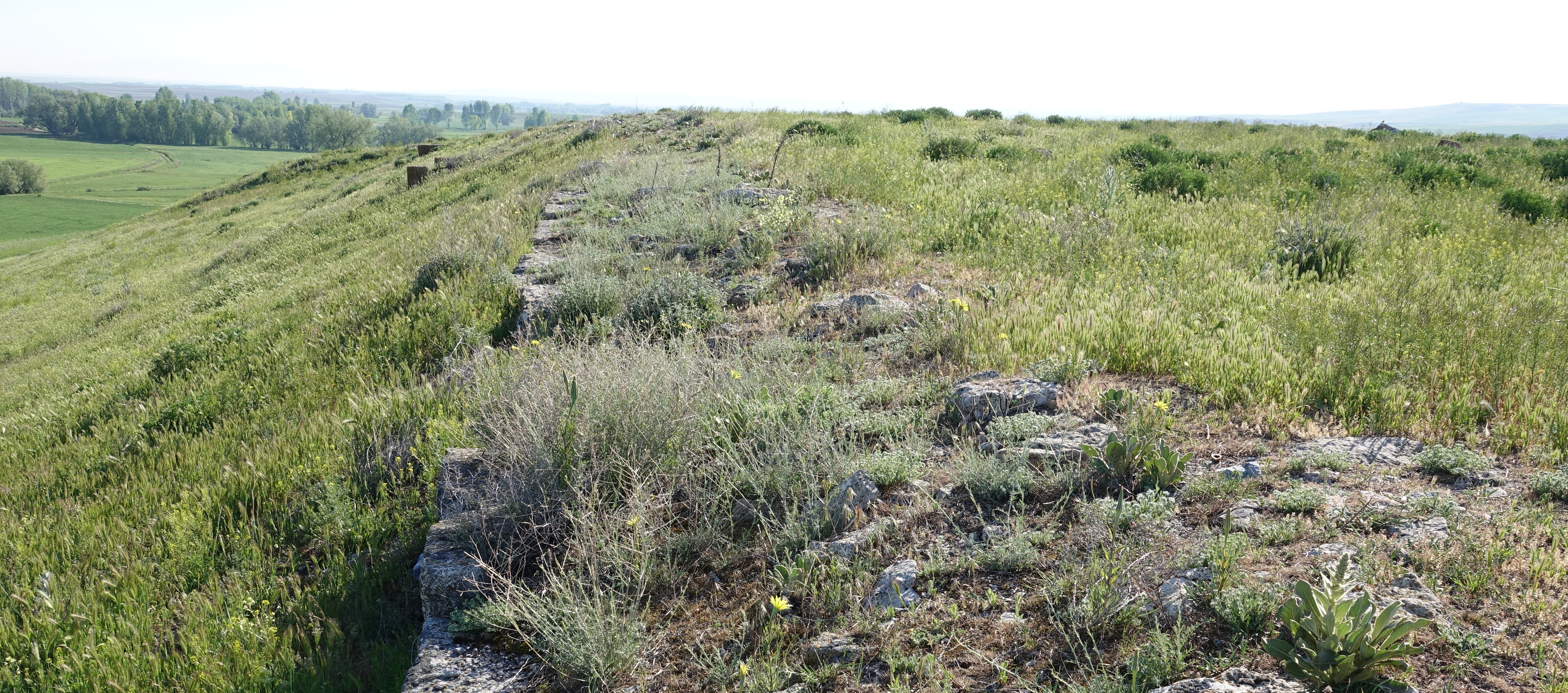
アモリオンの城壁の跡

アラブ軍は城壁の裂け目に向けて攻撃を繰り返したが、守備側は頑強に抵抗した。タバリーによれば、それぞれ4人ずつが担当する台車に乗せたカタパルトと10人乗りの移動式の塔が組み立てられ、堀の端まで前進して土で満たした羊の皮（アラブ軍が食糧として持ち込んだ動物の皮であった）で掘を埋め立て始めた。しかし、兵士たちが守備側のカタパルトによる攻撃を恐れたために埋め立ては不均一なものになり、ムウタスィムは城壁に至る地面を敷き詰めるために羊の皮の土嚢の上に直接土を投げ込むように命じなければならなかった。そして埋め立てられた堀の上に塔を押し進めたものの、途中で動けなくなり、その塔と攻城兵器は燃やされて放棄せざるを得なくなった。アシナースが率いた翌日の攻撃は城壁の裂け目の狭さのために失敗し、たまりかねたムウタスィムは裂け目を広げるためにより多くのカタパルトを投入するように命じた。次の日にはアフシーンが再び裂け目を攻撃し、さらにその翌日にはイーターフがこれに続いた。
ビザンツ軍の守備隊はアラブ軍による攻撃に絶えず曝されたために徐々に消耗していき、およそ2週間の包囲の後に（日付は現代の研究者によって8月12日、13日、または15日とさまざまに解釈されている）アエティオスはアモリオンの主教を長とする使者を派遣し、住民と守備隊の安全な退避と引き換えにアモリオンを明け渡すと申し出たが、ムウタスィムは提案を拒否した。その一方で城壁が崩れた場所を担当していたビザンツ軍の指揮官のボイディツェスが恐らく自軍を裏切る意図を持って直接カリフと交渉する決心をした。ボイディツェスは部下に対し自分が戻るまで崩壊した箇所の警備体制を解くように指示を残してアラブ軍の野営地に赴いた。そしてボイディツェスがカリフと交渉している間にアラブ軍が城壁の裂け目に近づき、突入の合図とともに城内に雪崩れ込んだ。不意を突かれたビザンツ軍の抵抗は散発的なものだった。一部の兵士は修道院にバリケードを築いて立て籠もったが、放火されて焼死した。一方でアエティオスとその将校たちは城内の塔へ逃げ込んだものの、最終的に降伏を余儀なくされた。
都市は徹底的な破壊と略奪を受けた。アラブ側の記録によれば、略奪は5日間にわたって続いた。ビザンツ帝国の年代記作家のテオファネスは死者を70,000人と記し、一方でマスウーディーは30,000人と記録している。生き残った人々はカリフが自由に扱うために留め置かれた軍と住民の指導者を除き、軍の指揮官の間で奴隷として分け与えられた。テオフィロスの使節がアモリオンの陥落の知らせとともに帰還することを認めた後、ムウタスィムは都市を徹底的に焼き払い、城壁のみが比較的無傷な状態で残った。略奪品の中には当初ムウタスィムがサーマッラーへ運び、自身の宮殿の入口に備え付けた巨大な鉄の城門があった。その後、恐らく9世紀の終わり頃に城門は持ち出され、ラッカに設置された。ラッカでは964年まで残っていたものの、ハムダーン朝の支配者のサイフ・アッ＝ダウラが門を取り除いて自身の本拠地であるアレッポのキンナスリーン門に設置した。

## アモリオンの破壊後の経過
アモリオンの破壊の直後、アラブ軍を攻撃するためにテオフィロスが進軍中であるという噂がカリフの下に届いた。ムウタスィムは自軍とともにドリュライオンへ続く道に沿って進軍を開始したが、ビザンツ軍の攻撃に遭う兆候は見られなかった。タバリーによれば、コンスタンティノープルを攻撃するために遠征のさらなる続行をムウタスィムが考慮していた時に、甥にあたるアル＝アッバース・ブン・アル＝マアムーンを首謀者とする陰謀の知らせがムウタスィムの耳に届いた。このため、ムウタスィムは無傷な状態のアモリオンの周辺のいくつかの要塞とドリュライオンのテオフィロスの軍を放置して遠征を切り上げ、早急に自国へ帰還する必要に迫られた。帰路はアモリオンからキリキアの門へ直接抜ける道を利用したものの、カリフの軍隊とその捕虜の双方が小アジア中央部の不毛な大地を通過する行軍に苦しんだ。疲れきって動けなくなった一部の捕虜が処刑されると、すぐに他の捕虜たちは逃亡を試みた。報復としてムウタスィムは捕虜の中で最も重要な人物たちを集団から分離した後、残りのおよそ6,000人を処刑した。

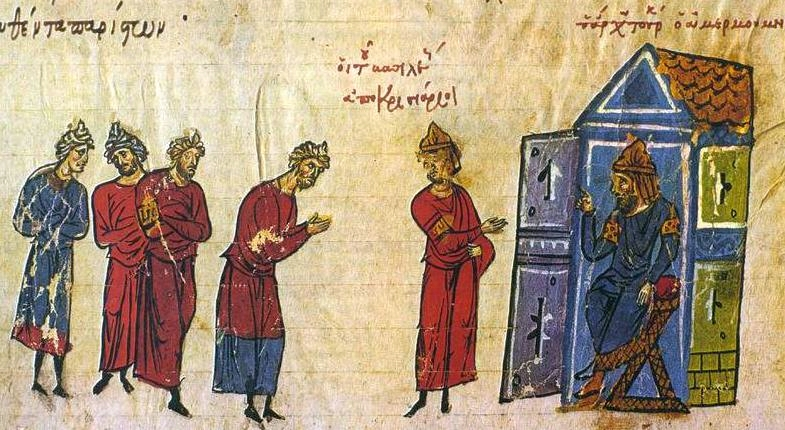
アモリオンの陥落後にムウタスィム（座っている人物）の下を訪れるバシレイオスと使節団の様子を描いた『マドリード・スキュリツェス』の細密画。

テオフィロスはすぐに貢物と謝罪の手紙を携えたカルシアノンのトゥルマルケス（師団長）のバシレイオスを団長とする二度目となる使節をカリフの下に派遣し、帝国内で高い地位にあった捕虜のために20,000ポンド（約6,500キログラム）の金を身代金として払い、ビザンツ側で拘束しているすべてのアラブ人の捕虜を解放すると申し出た。しかしながら、ムウタスィムは身代金を拒否し、遠征だけで100,000ポンド以上の費用がかかったと述べ、数年前にアッバース朝での軍務を放棄してビザンツ側に逃亡したスコライ軍団司令長官のマヌエルとテオフォボスの身柄の引き渡しを要求した。これに対してビザンツの使節は、実際の問題としてテオフォボスは反乱を起こしている最中であり、マヌエルはアンゼンの戦いで受けた傷が元で死亡したために要求に応じることはできないと答え、代わりにバシレイオスはテオフィロスのより脅迫的な内容の二つ目の手紙を渡した。ムウタスィムはこれに怒り、皇帝の貢物の受け取りを拒否した。
アモリオンの破壊を受けてテオフィロスはアッバース朝の脅威に対抗するために他の勢力からの支援を求めた。西方のローマ皇帝ルートヴィヒ1世（在位：813年 - 840年）とコルドバのアミールのアブド・アッラフマーン2世（在位：822年 - 852年）の宮廷に使節団を派遣し、使節団は敬意をもって迎えられたものの、具体的な支援は得られなかった。しかし、アッバース朝側もさらなる成功は追求しなかった。襲撃と反撃を繰り返す双方の間の戦争が数年間続き、ビザンツ側が何度かの成功を収めた後の841年に停戦と恐らくは捕虜を交換（ただしアモリオンで捕えられた高位の捕虜は除外された）する合意が双方の間で結ばれた。ムウタスィムが842年に死去した頃にアッバース朝はさらなる大規模な侵攻の準備を進めていたものの、コンスタンティノープルを攻撃するために用意された大艦隊が数か月後にケリドニア岬で嵐によって失われた。アッバース朝はムウタスィムの死後に不安定な状態に陥り、844年に起こったマヴロポタモスの戦いが850年代以前における最後の大規模なビザンツ帝国とアッバース朝の間の戦闘となった。
アモリオンで捕虜となったビザンツ帝国の有力者の中でストラテゴスであったアエティオスは捕らえられてから間もなく処刑されたが、歴史家のウォーレン・トレッドゴールドが示唆しているように、この処刑は恐らくテオフィロスのカリフへの二番目の手紙に対する報復として行われた。何年にも及ぶ拘束と身代金が支払われる望みのない中、残りの捕虜たちはイスラームへ改宗するように求められた。しかし捕虜たちは改宗を拒否し、845年3月6日にサーマッラーで処刑された。東方正教会はこの出来事をアモリオンの42人の殉教者として記念している。また、ボイディツェスとその裏切りにまつわるいくつかの物語が生まれた。『アモリオンの42殉教者伝』によれば、ボイディツェスはイスラームに改宗したにもかかわらず、他の捕虜とともにカリフによって処刑された。さらに、他の処刑された者はティグリス川にその遺体が「奇跡的に」浮かんだ一方で、ボイディツェスの遺体は川底に沈んだ。

## 影響
おお、アンムーリヤの戦いの日よ、我々の数々の希望が蜂蜜のように甘いミルクで溢れかえっているあなたの許から帰ってきた。
あなたは有り余る勢いでイスラームの子供たちの富を残し、多神教を奉ずる者たちとその住処を衰亡の淵に置き去った。
アモリオンの陥落は小アジアへのアラブ人の長い襲撃の歴史の中でも最も破壊的な出来事の一つであった。テオフィロスは都市の破壊の直後に病気となり、一旦は回復したものの、3年後に死去するまで健康状態は優れないままであった。後のビザンツ帝国の歴史家たちは、30歳になる前のテオフィロスの死を都市の喪失の衝撃から来る悲嘆が原因であったとしているものの、これはほぼ間違いなく伝説だと考えられている。また、アモリオンの破壊はビザンツ帝国の人々の間でいくつかの伝説や物語のモチーフとなり、『アルムリスの歌』やギリシア語のバラッドである『カストロ・ティス・オリアス』（美しい乙女の城）などの現存する文学作品の中でその様子をたどることができる。一方でアラブ人はアモリオンの占領を祝し、その征服はアラブの詩人のアブー・タンマームによる『アンムーリヤ征服の頌歌』の主題となった。さらに、ムウタスィムはこの軍事行動の成功を宣伝することで自らがマアムーンの正当な後継者であることを強調し、マアムーンの息子で甥にあたるアル＝アッバースの殺害を正当化した。
実際にはビザンツ帝国にとってこの事件による軍事面への影響は限定的なものだった。アモリオンの守備隊と住民の外部で起こっていたアンゼンの戦いではビザンツ軍はほとんど人的消耗を被らなかったとみられ、ペルシア人部隊の反乱も翌年には流血を伴うことなく終結し、部隊はビザンツ軍に再統合された。アンキュラとアモリオンは速やかに再建され、再び住民が居住するようになったが、以前の繁栄を取り戻すことはできず、テマ・アナトリコンの首府は当面の間ポリュボトスへ移された。ウォーレン・トレッドゴールドによれば、アンゼンとアモリオンでのビザンツ軍の敗北は、実際に能力が不足していたり不備があったというよりは、状況を一変させる事件の発生が大きな要因を占めていた。さらには、大規模なアラブ軍の兵力を前にして自軍の分割を厭わず、ペルシア人部隊に過度に依存するというテオフィロスの過信もビザンツ側が苦戦を招く原因となった。それでもなお、この敗北は軍の大規模な再編への着手をテオフィロスに促すことになり、ペルシア人部隊を各テマの在地軍へ分散させて解体し、新たな国境地帯の軍の指揮体制を確立させた。
しかしながら、アモリオンの陥落の最も持続的で長期にわたった影響は軍事面の領域ではなく宗教面の領域におけるものだった。歴史家のマーク・ウィトウによれば、イコノクラスムは神の恩恵をもたらし、軍事的な勝利を保証するはずであったが、軍の脆弱さやボイディツェスの背信といった出来事も「聖像崇拝派の皇帝の最悪の敗北に匹敵する屈辱的な災害」であったという事実を覆い隠すことはできなかった。近い時期の記憶では、プリスカの戦いでニケフォロス1世（在位：802年 - 811年）が被った壊滅的な敗北が唯一アモリオンの破壊に匹敵する事件であった。ウォーレン・トレッドゴールドが記しているように、「この結果はイコノクラスムが誤りであることを厳密に証明したわけではなかった… しかし、それは態度を決めかねていた人々に対する最も説得力のあるイコノクラスムの正当性の論拠を永遠に聖像破壊論者から奪い去った」。テオフィロスの死から一年余りが経過した843年3月11日の教会会議においてイコン崇拝が復活し、イコノクラスムは異端であると宣言された。